# 카네다 요스케
카네다 요스케(일본어: 金田陽介 가네다 요스케[*], 10월 17일~)는 일본의 만화가이다. 대표작품에는 기숙학교의 줄리엣이 있다.